# مجموعه تپه‌های هفت تپه
مجموعه تپه‌های هفت تپه مربوط به اواسط هزاره دوم قبل از میلاد است و در ۱۵ کیلومتری جنوب شرقی شوش واقع شده و این اثر در تاریخ ۲۱ اردیبهشت ۱۳۶۵ با شمارهٔ ثبت ۱۷۱۷ به‌عنوان یکی از آثار ملی ایران به ثبت رسیده است.